# インドの国章
インドの国章（インドのこくしょう）は、サールナートにおける「アショーカの獅子柱頭」から受け継がれたものである。
アショーカ王は、釈迦が法 (仏教)を最初に説き、僧伽が見つかった場所を示した「アショーカの尖塔」の先端部に、アショーカの獅子柱頭を建てた。この獅子柱頭は、前後左右に四匹のインドライオンが居り、円柱の冠板に帯状装飾として象と駿馬、雄牛と獅子が彫られ、それぞれの間にハスを模した法輪かアショーカ・チャクラの車輪が彫られたものであった(オリジナルは紀元前250年頃に造られ、現在はサールナート美術館に保存されている。この四頭獅子は、一つの砂岩のブロックから磨き上げられている。)。
しかしながら、国章のバージョンには四つの獅子が居ないか(これは正面から見た時に背部の獅子が隠れるためである)、柱頭の下部に描かれたハスが省略されている。獅子の下の帯状装飾には、中央に法輪が、右に雄牛、左に駿馬、右端と左端に法輪の外郭が、それぞれ描かれている。
国章の下部にデーヴァナーガリー文字で彫られたモットーは、「Satyameva Jayate:सत्यमेव जयते(英語でTruth Alone Triumphs、日本語で「真実のみが勝利する」)」という意味である。これはウパニシャッドと呼ばれるヒンドゥー教の経典から取られたものであり、ヒンドゥー教のヴェーダ書の教えにも繋がるものである。
国章としては、インドの共和国化に当たり、1950年の1月26日に適用された。
今日では、一般的にインドの国章として様々な場所で使用され、インド政府の公文書に使用されるマークとして、またインドの通貨、パスポートなどにその姿を見ることが出来る。また、この国章の一部分を担っている法輪は、インドの国旗の中央部に描かれている。